# Cucut cuaample
El cucut cuaample (Pachycoccyx audeberti) és una espècie d'ocell de la família dels cucúlids (Cuculidae) i única espècie del gènere Pachycoccyx (Cabanis, 1882). Habita boscos i matollars de molts indrets de l'Àfrica subsahariana.